# Global Forecast System

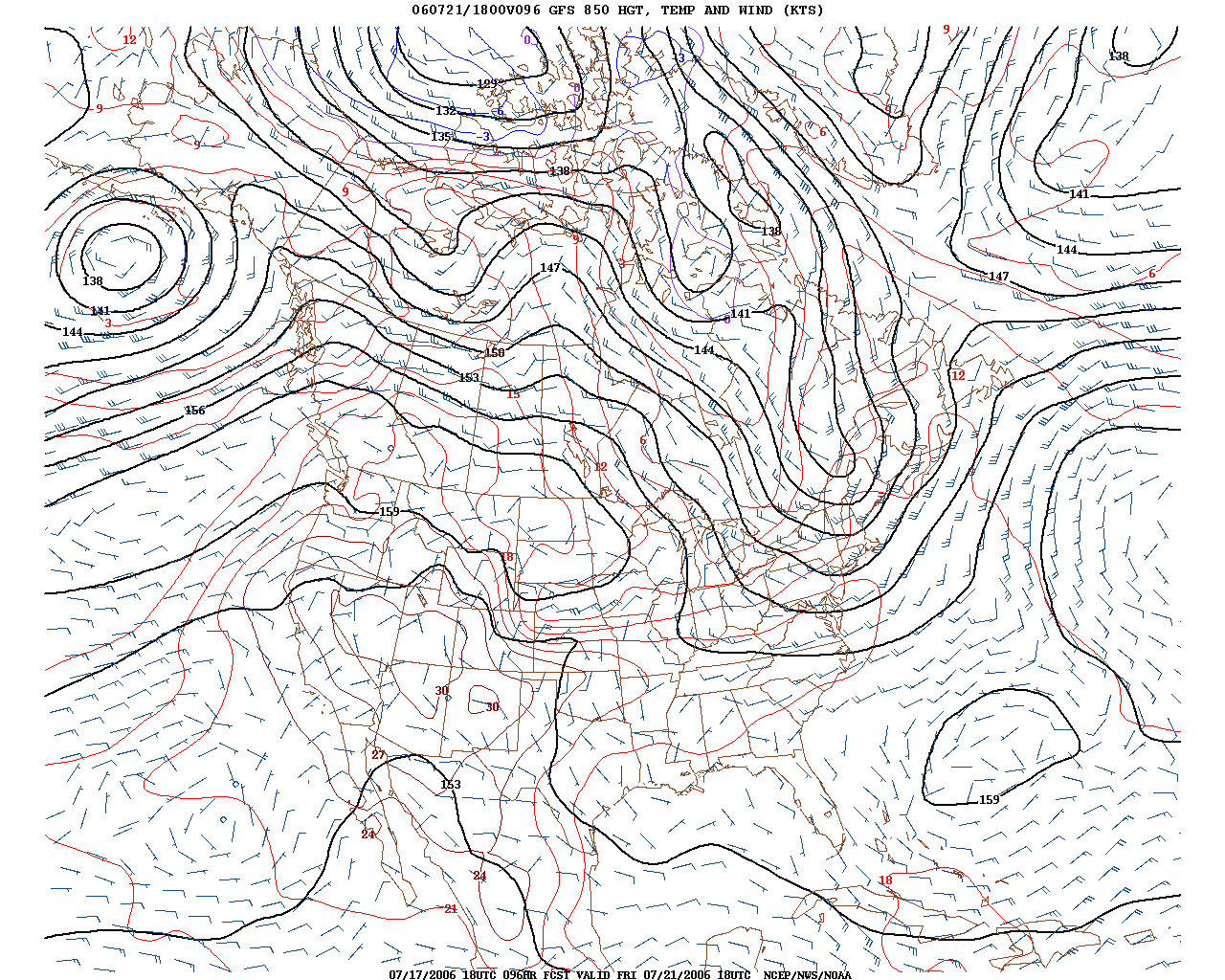
Exemple d'un pronòstic del GFS, en aquest cas una predicció a 96 hores de l'alçada geopotencial i la temperatura a 850 hPa

El Global Forecast System (GFS, Sistema de Predicció Global en català) és un sistema global de  predicció numèrica del temps creat i executat pel Servei Meteorològic Nacional dels EUA (NWS).
El GFS s'executa quatre vegades al dia, produint prediccions meteorològiques fins a un horitzó de pronòstic de 16 dies (384 hores), però amb una disminució de la resolució espacial després dels primers 8 dies (192 hores). L'habilitat de les seves prediccions disminueix amb el temps (com amb qualsevol model de predicció numèrica del temps) i per a les prediccions a més llarg termini, només les escales més grans retenen una precisió significativa. El GFS juntament amb el Sistema de Predicció Integrat (Integrated Forecast System, IFS) del Centre Europeu de Prediccions Meteorològiques a Mitjà Termini, el Model Global Ambiental de Multiescala (Global Environmental Multiscale Model, GEM) del Centre Meteorològic Canadenc (CMC) i el Model Unificat (UM) de l'Oficina Meteorològica del Regne Unit, és un dels quatre models de predicció a mitjà termini d'escala sinòptica d'ús general.
El GFS és un model espectral amb una resolució horitzontal aproximadament de 27 km per als primers 8 dies de predicció (0-192 hores) i d'uns 35 km del 9è al 16è dia de predicció (192-384 hores). El GFS conté 64 nivells verticals i temporalment produeix una sortida cada hora durant les primeres 24 hores de predicció (0-24 hores), cada 3 hores fins a 8 dies (24-192 hores), i cada 12 hores de 9 a 16 dies (192-386 hores). Per al 2014 està planejada una actualització del sistema per a augmentar la resolució fins a uns 13 km per als primers 10 dies de pronòstic.
A més del model principal, el GFS és també la base d'un sistema de predicció per conjunts a menys resolució espacial format per 20 membres (22, comptant-hi el menbre de control i l'operatiu que s'executa paral·lelament al del GFS operatiu i està disponible a les mateixes escales de temporals. Aquest conjunt de prediccions es coneix com a "Sistema Global de Predicció per Conjunts" (Global Ensemble Forecast System, GEFS). Les sortides estadístiques del GEFS també estan disponibles fins a un horitzó de pronòstic de 16 dies.
El GFS és l'únic model global per al qual totes les seves sortides són disponibles gratuïtament i sota domini públic a través d'Internet com a resultat de les lleis dels EUA.